# Madelyn Robinson
Madelyn Robinson (* 12. Februar 2000 in Highland) ist eine US-amerikanische Volleyballspielerin.

## Karriere
Robinson begann ihre Karriere an der Lone Peak High School. Von 2018 bis 2019 studierte sie an der Brigham Young University und von 2020 bis 2023 an der University of Utah und spielte jeweils in den Universitätsmannschaften. Nach dem Studium ging die Außenangreiferin nach Italien zu Akademia Sant'Anna Messina. In der Saison 2023/24 spielte sie beim französischen Erstligisten RC Cannes. Danach wurde sie vom deutschen Bundesligisten Allianz MTV Stuttgart verpflichtet.